# Marea (singolo)
Marea è un singolo della cantante italiana Madame, pubblicato il 4 giugno 2021 come primo estratto dalla riedizione del primo album in studio eponimo.

## Descrizione
Il brano contiene una citazione della ninfa Calipso e coinvolge elementi di diverso genere musicale: dalla salsa al calypso.

## Video musicale
Il video, diretto da Attilio Cusani, è stato reso disponibile il 28 giugno 2021 attraverso il canale YouTube della cantante. Nel video Madame è sdraiata su di un letto in un ambiente con poca luce per poi successivamente indossare una divisa aderente in un deserto.

## Tracce
Testi di Francesca Calearo, musiche di Dario Faini e Dave Jones.
1. Marea – 3:14

## Classifiche

### Classifiche settimanali
| Classifica (2021) | Posizione massima |
| ----------------- | ----------------- |
| Italia            | 7                 |

### Classifiche di fine anno
| Classifica (2021) | Posizione |
| ----------------- | --------- |
| Italia            | 28        |